# Aquatic Toxicology
Aquatic Toxicology, abgekürzt Aquat. Toxicol., ist eine wissenschaftliche Zeitschrift, die vom Elsevier-Verlag veröffentlicht wird. Die Zeitschrift wurde im Jahr 1981 gegründet. Derzeit erscheint die Zeitschrift mit 20 Ausgaben im Jahr. Es werden Artikel veröffentlicht, die sich mit den Mechanismen der Toxizität für aquatische Organismen beschäftigen.
Der Impact Factor der Zeitschrift lag im Jahr 2018 bei 3,794.